# كارلا شامبيل
كارلا شامبيل (بالبرتغالية: Carla Chambel‏) هي ممثلة برتغالية، ولدت في 30 نوفمبر 1976 في البرتغال.

## وصلات خارجية
- كارلا شامبيل على موقع IMDb (الإنجليزية)
- كارلا شامبيل على موقع قاعدة بيانات الفيلم (الإنجليزية)